# Христианская демократия по странам
История христианской демократии в различных странах имела свои особенности.

## Германия
Значительная часть немецких католиков во главе с Дёллингером и фон Кеттелером поддержала революцию 1848 года, под лозунгом «Религии нечего бояться свободы». Несмотря на сходство с позицией французского «Авенир», позиция немецких католиков нашла частичную поддержку у Ватикана, который был согласен с отделением церкви от государства на территориях, где преобладал протестантизм. Вскоре фон Кеттелер основал католическое социальное движение. Реакция Ватикана была двойственной: он благожелательно отнёсся к благотворительной деятельности, но категорически возражал против поощрения самопомощи среди рабочих и создания профсоюзов.
На многих землях, вошедших в Германскую империю, католицизм до объединения занимал привилегированное положение. Более того, во главе Германского союза стояла католическая династия Габсбургов. Однако после объединения католики стали в Германии меньшинством, которое стало искать пути для защиты своей идентичности от преобладающего влияния протестантов. В 1870 для этой цели была создана Немецкая партия Центра, которая непрерывно наращивала политический вес, несмотря на жёсткое сопротивление со стороны прусской бюрократии. Немецкая партия центра заняла федералистскую, антипрусскую и пропарламентскую позицию. В восточных сельских районах политический католицизм оставался консервативным и авторитарным, в то время как в промышленной зоне вокруг Рейна начали нарастать либеральные течения. Партия старалась играть роль посредника и в дальнейшем стала одним из важнейших элементов в Веймарской коалиции. В 1919 году баварское отделение партии Центра создало независимую Баварскую народную партию, как правило, выступавшую с более консервативных позиций. После Первой мировой войны христиано-демократы поощряли создание протестантско-католических профсоюзов. Однако в связи с приходом к власти Гитлера, партия Центра и Баварская народная партия самораспустились в июле 1933.
В послевоенной ФРГ христианская демократия приняла межконфессиональный характер, стремясь привлечь в свои ряды не только католиков, но и протестантов. Это привело к созданию Христианско-демократического союза и Христианско-социального союза, которые завоевали значительную часть электората. Их лидеры играли важную роль в процессе разработки конституции 1949. Гегемонии христианских демократов на протяжении 1949—1966 способствовали расслоения, порождённые холодной войной. Впоследствии ХДС/ХСС неоднократно входили в правящую коалицию и продолжают оставаться в Германии одной из ведущих политических сил.
Ассоциация христианских профсоюзов Германии, в которой состоит около 280 тысяч человек, до сих пор является третьим по величине объединением профсоюзов в стране.

## Италия
После Первой мировой войны Ватикан дал разрешение на создание католических партий, и в результате в 1919 возникла демократическая Итальянская народная партия, которая просуществовала до прихода к власти Муссолини. После заключения Латеранских соглашений папа Пий XI подверг партию атаке и тем самым способствовал её распаду. В то же время добровольная неполитическая организация мирян «Azione Cattolica» («Католическое действие») получила протекцию со стороны церкви. В первые послевоенные годы эта организация стала важным инструментом для мобилизации избирателей в поддержку христианских демократов.

Агитационный плакат Итальянской ХДП

По окончании войны была основана Итальянская христианско-демократическая партия, которая на протяжении 1945—1992 поставляла в правительство большинство министров и всех премьер-министров. Хотя в политической среде происходили значительные изменения, партия к ним приспосабливалась и формировала коалиции как с левыми, так и с правыми силами. С самого начала своего существования ХДП состояла из конкурирующих фракций, каждая из которых зависела от внешней поддержки со стороны влиятельных католических организаций, в том числе Ватикана. Хотя эта фрагментация негативно сказывалась на эффективности правительства, партия объединяла различные классы и сильно варьирующиеся сегменты итальянского общества. При этом лидеры ХДП, пришедшие из общественных организаций, как правило имели репутацию людей честных и компетентных в технических вопросах. Партия поддерживала развитие промышленности и в особенности производство товаров массового потребления. Секуляризация почти не сказалась на её силе, так как привлекательность ХДП во многом обеспечивалась популизмом и антикоммунистической риторикой. Кроме того, тесные контакты ХДП с государственным аппаратом позволяли ей удерживать привилегированную позицию по сравнению с другими партиями. Середина 1950-х характеризовалась значительным наращиванием государственного сектора в экономике. В результате партия усилила свои связи с бюрократией, государственными директорами и банковской системой. Ряд функционеров стали практиковать предоставление помощи местным администрациям в обмен на использование их ресурса на выборах, что вызывало критику со стороны оппозиции.
Принятая после Второй мировой войны конституция отразила многие положения католической политической доктрины. Был учреждён подлинно двухкамерный парламент, обеспечена защита автономии провинций и местных сообществ. Для реализации идеи корпоратизма был создан Национальный совет экономики и труда. ХДП официально выступала за национализацию банков и тяжёлой промышленности, за сохранение свободы для малого бизнеса и за кооперативы в сельском хозяйстве. На практике влиятельное правое крыло в партии предотвращало попытки увести экономику страны в сторону социализма. Успехи коммунистов на выборах в Южной Италии внесли коррективы в доктрину партии, которая признала, что частная собственность, хотя бы в малом масштабе, должна стать доступной всем классам. Были признаны право на труд, право зарабатывать на прожиточный минимум, право каждого одарённого человека на высшее образование.
После распада ХДП в 1994 христианская демократия по-прежнему остаётся ведущей идеологией. Большинство её сторонников поддерживает «Вперёд, Италия», однако есть и другие христианско-демократические партии.

## Франция
После резкого снижения влияния церкви среди католиков в XIX веке, некоторые общественные деятели (такие, как Шатобриан) предприняли попытки католического возрождения, подчёркивая эстетические и традиционные аспекты веры. Местр и Бональд считали революционный период отдельным эпизодом на фоне течения истории, для которого был характерны монархия и традиционализм. Подобные взгляды находили поддержку у вернувшейся во Францию из изгнания аристократии, а также у части среднего класса, который начал видеть угрозу в растущем рабочем движении.
Однако вскоре часть католиков во главе с Ламенне, издававшая журнал «Авенир», начала публично критиковать Ватикан за то, что он встал на сторону контрреволюции и тем самым нанёс ущерб процессу распространения веры. Они призывали церковь перестать заниматься политикой и выдвинули лозунг «Бог и свобода». Группа выступала за бесплатное образование, свободу слова, право на объединение и свободу совести. Однако позиция «Авенир» не нашла поддержки ни со стороны среднего класса, которому претила духовная экспансия как проявление клерикализма, ни со стороны духовенства, которое категорически отрицало доктрину отделения церкви от государства. В результате развёрнутой Ватиканом травли Ламенне ушёл из церкви, примкнул к социал-либералам и поддержал революцию 1848 года. Однако его последователи Монталамбер и Лакордер продолжили попытки наладить контакт с церковью, продолжая призывать к либеральным и социальным реформам.
Параллельно часть французских католиков считала необходимым оказывать практическую помощь бедным. В 1833 было основано благотворительное Общество Св. Винсента де Поля. Впоследствии опыт этой организации рассматривался Ватиканом как один из показательных примеров христианской демократии.
После выпуска «Rerum Novarum» Католическая церковь объявила о своём политическом нейтралитете, однако сохранила за собой право давать оценки. Несмотря на негативное отношение к либерализму, энциклика «Inter Innumeras» (1892) призывала все французские партии сплотиться в поддержку Третьей республики. Последовавший рост католического профсоюзного движения сочетался с созданием других общественных католических организаций, таких как «Semaines sociales de France», которые проявляли интерес к вопросам всеобщего избирательного права, трудового законодательства, налоговой политики, аграрных реформ и т. п. Это вызывало озабоченность со стороны католической иерархии. Чтобы дать назидательный пример, в 1910 Ватикан обвинил движение «Le Sillon» в политической активности и деятельности по содействию демократии вместо приобщения к Евангелию. По приказу папы Пия X организация была расформирована.
После Первой мировой войны большинство верующих католиков поддерживало консервативные течения, чему способствовало участие священников в войне. Многие выдающиеся французские генералы были глубоко религиозными людьми, настроенными враждебно по отношению к социализму, но при этом разочарованными в либерализме и парламентаризме. Антидемократические движения «Action Française» и «Camelots du Roi» получили массовую поддержку, а патерналистический авторитаризм графа де Мена оказал значительное влияние на католическое общественное мнение. Вместе с тем, часть интеллигенции, среднего класса и профсоюзов объединились и в 1924 основали Народно-демократическую партию (фр. Parti démocrate populaire). Более просоциалистически настроенные католики создали партию «Молодая республика» (фр. Ligue de la Jeune République).
После Второй мировой войны партия Народно-республиканское движение призывала к национализации крупных предприятий и превращению их в рабочие сообщества, где рабочие имели бы долю в собственности и оказывали влияние на процесс управления наряду с менеджерами. Однако она испытала сильную конкуренцию со стороны основанной в 1947 правоцентристской партии Объединение французского народа под предводительством де Голля и в Пятой республике утратила влияние в политике. К концу XX века французские христианские демократы окончательно слились с правоцентристами.

## Россия
В России христианская демократия не является традицией, однако существуют родственные и при этом самобытные течения. В то время как идеология западной христианской демократии сформировалась в результате сотрудничества церкви с политическими движениями, в России основным идеологическим источником для христианско-демократического движения конца 1980-х стали русские философы.
В 1909 вышел сборник «Вехи», в котором ряд философов (Н. А. Бердяев, С. Н. Булгаков, П. Б. Струве, С. Л. Франк) предупреждали об опасности утопического революционизма и призывали к либеральной политике, уважающей христианские общественные ценности. После Октябрьской революции авторы сборника «Вехи» и другие христианские философы (Б. П. Вышеславцев, И. А. Ильин, Н. О. Лосский, П. И. Новгородцев, Г. П. Федотов) приобрели заметное влияние среди оказавшейся в эмиграции русской интеллигенции. В своих работах эти авторы обращались к проблемам общества и нравственности.
По мнению С. Н. Булгакова, пороки внутри Церкви были не менее опасны, чем безрелигиозность революционеров. Для дореволюционной Русской Православной Церкви были характерны бюрократизм и сервильность по отношению к власти, она порой выполняла даже полицейские функции. По мнению Булгакова, равнодушие Церкви к социальным проблемам отталкивало народ от христианства. Основой государственного устройства должно быть уважение человеческой личности, и таким устройством Булгаков видел свободный союз самоуправляющихся общин.
В СССР, несмотря на сотрудничество высшего духовенства РПЦ с коммунистическим режимом, отдельные священники и религиозные диссиденты среди мирян вели борьбу за права человека и свободу вероисповедания. Церковь также сохраняла национальные традиции и культуру в условиях, когда существование автономных этнических институтов стало невозможным. В последние годы существования СССР роль коммунистической идеологии резко снизилась, перестал насильственно насаждаться атеизм, и множество людей обратили свои взгляды на религию. Этот религиозный импульс оказался скоротечным, и сегодня лишь меньшинство населения России регулярно ходит в церковь.
Крупных христианских политических партий в России никогда не было. В 1905 году по инициативе ряда протестантов была создана первая христианская партия «Союз свободы, правды и миролюбия», которая через год распалась. В марте 1917 по инициативе И. С. Проханова была учреждена Христианско-демократическая партия «Воскресение» социально-евангелической направленности, но она не сыграла заметной роли. Начиная с конца 1980-х в России стали возникать мелкие организации христианско-демократической направленности. Ни одна из них не стала парламентской партией, и большинство прекратило своё существование.
В августе 1989 года по инициативе А. И. Огородникова была учреждена партия Христианско-демократический союз России, которая искала поддержки среди представителей всех христианских конфессий. Партия стала партнёром Интернационала христианской демократии. В дальнейшем появился ряд других организаций, крупнейшей из которых было Российское христианское демократическое движение. Главными принципами РХДД были христианская духовность, просвещённый патриотизм и антикоммунизм. РХДД стремилось выработать демократическую и вместе с тем национально-ориентированную программу. Однако после распада СССР проблемы, присущие русскому национализму (поиск утраченного величия, имперское прошлое, радикальные течения и т. д.), привели к дроблению движения. Часть сторонников, во главе с В. В. Аксючицом, были озабочены сохранением России как сильного государства и гаранта соблюдения прав человека, ради чего они стали участвовать в оппозиционной коалиции с коммунистами. Другие стали ориентироваться на партии власти, третьи ушли в правоцентристскую оппозицию.
Отношения российских христианско-демократических движений с РПЦ были часто напряжённые. Одни идеологи настаивали на соблюдении независимости от РПЦ, другие вовсе отказывались с ней сотрудничать. В свою очередь, РПЦ относилась к христианских движениям с недоверием (возможно, опасаясь их связей с католиками).
Интернационал христианской демократии также относился к российским движениям настороженно. Российских коллег подозревали в подверженности теократии и иррациональному авторитарному мистицизму. После распада СССР, ИХД критиковал РХДД за отсутствие развитой концепции федерализма и призывал искать новые пути интеграции на добровольной основе в соответствии с принципом субсидиарности. В его представлении, российские течения были скорее национально-христианскими, чем христианско-демократическими.
По мнению ряда политологов, сегодня в России нет условий для возникновения массового христианско-демократического движения. Среди причин приводятся: отсутствие соответствующей политической традиции; отсутствие у христианских политиков собственной идеологии; малочисленность избирателей, которым важны как евангельские, так и демократические ценности; слабая поддержка со стороны главенствующей церкви. Согласно законодательству, создание партий по признакам религиозной принадлежности запрещено. Вместе с тем, некоторые аналитики полагают, что христианская демократия имеет потенциал в России, поскольку отрицает как тоталитаризм, так и культурный либерализм, и при этом способна преодолеть противоречия, берущие начало из споров западников со славянофилами.

## Украина
На Украине христианско-демократическое движение зародилось в конце XIX века, на территории, которая входила в состав Австро-Венгерской империи. Движение существовало в виде общественной организации «Католический Русько-Народный Союз», основанной в 1896 году, а в 1911 году было преобразовано в партию Христианско-Общественный Союз (Християнсько-Суспільний Союз) во главе с Александром Барвинским. Партия опиралась на поддержку католической и греко-католической церкви.
Возрождение христианской демократии началось в 1988 году, когда был создан Украинский христианско-демократический фронт, позже преобразованный в Украинскую христианско-демократическую партию (УХДП). Партия позиционировала себя как антикоммунистическая, национально-ориентированная сила. Однако влиятельной силой так и не стала, так как имела организационные структуры только в западных областях Украины. Кроме того, вскоре христианско-демократическое движение потряс целый ряд расколов и конфликтов. В 1992 году в результате раскола УХДП была создана Христианско-демократическая партия Украины (ХДПУ), которую в свою очередь постиг раскол сначала в 1996 г. — ряд членов партии основал партию Христианско-Демократический Союз (на тот момент — Христианско-Народный Союз), а потом в 1998 г. — часть членов ХДПУ создали Всеукраинское объединение христиан.
Постоянные расколы, сопровождавшиеся публичными скандалами и обвинениями, в том числе и в хищении партийных денег, подорвали доверие к христианским демократам, как со стороны избирателей, так и церквей. Первоначально перспективная идеология, была окончательно скомпрометирована уже к концу 1990-х годов.
Христианская демократия не смогла стать влиятельной политической силой как в силу указанных выше расколов, так и ряда субъективных и объективных причин: христианские демократы практически не отличались от других национал-демократических сил и были заметны только в Западной Украине. Кроме того, раскол в украинском православии, а также общая религиозная ситуация, характеризующаяся повышенной конфликтностью и атмосферой недоверия, не дает возможность христианским демократам эффективно сотрудничать с церквями. В глазах широкой общественности, христианские демократы либо ничем не отличались от националистических прозападных партий, либо выглядели клерикалами, которые к тому же не имеют поддержки самих церквей.
На сегодня, на Украине существует две христианско-демократические партии — Христианско-демократический союз и Христианско-демократическая партия Украины. Из них только ХДС имеет регулярное присутствие в Верховной Раде (от 1 до 3 депутатов) благодаря участию партии в избирательном блоке бывшего президента Украины Виктора Ющенко «Наша Украина». Кроме того, слово «христианская» присутствует в названии партии бывшего киевского городского головы Леонида Черновецкого — Христианско-либеральная партия Украины. Партия опирается на поддержку одной из многочисленных протестантских церквей харизматического направления.
Интеллектуальная деятельность христианско-демократического движения осуществляется рядом политиков нового поколения — издаётся газета «Христианский Демократ» (главный редактор Дмитрий Панько). Идеологической платформа в сжатом виде изложена в «Манифесте христианских демократов Украины», который впервые был опубликован на официальном сайте партии ХДС в 2007 г.
В 2014 году была зарегистрирована "Украинская Галицкая партия". В программе партии написано что она придерживается христианско-демократических ценностей. Партия имеет региональный характер и участвует в выборах только в трех областях: Львовской, Ивано-Франковской и Тернопольской.